# Rhea Mitchell
Pour les articles homonymes, voir Mitchell.
Rhea Mitchell née à Portland (Oregon) le 10 décembre 1890, morte à Los Angeles (Californie), le 16 septembre 1957, est une actrice du cinéma muet et parlant, et une scénariste américaine.
Pendant quatre décennies, de 1912 à 1952, elle apparaît dans plus d'une centaine de films.
Le premier grand rôle de Mitchell est dans le film On the Night Stage (1915), suivi d'un rôle dans The Diamond from the Sky, un serial avec Lottie Pickford.
Après l'avènement du parlant, Mitchell a continué à travailler au cinéma, mais apparaissait souvent non créditée au générique, avant de se retirer en 1952. En 1957, Mitchell a été assassinée par un des locataires d'un immeuble dont elle était propriétaire à Los Angeles, en Californie.

## Biographie

### Débuts
Rhea Mitchell est née en 1890 à Portland, en Oregon, de Lillie et Willis N. Mitchell. Elle a grandi dans sa ville natale, et était un enfant unique. À dix-sept ans, Mitchell a obtenu son premier rôle dans une production de théâtre locale.

### Carrière
Mitchell a commencé sa carrière en 1909 avec la Baker Theatre Stock Company à Portland. Entre 1911 et 1913, elle a vécu à Spokane, Seattle, Washington, et Vancouver, apparaissant dans des productions théâtrales avant de s'installer à San Francisco. Dans cette ville, elle faisait partie du Circuit Orpheum et du Théâtre Alcazar. Mitchell a débuté au cinéma en 1912 avec la New York Motion Picture Corporation et devait par la suite apparaître dans plus de 100 films au cours de sa carrière. Elle a joué un certain nombre de fois dans des westerns avec la star William S. Hart, tenant un rôle de premier plan dans ces films. En 1916, elle a joué dans The Brink avec Forrest Winant et Arthur Maude.
Après 1917, ses rôles sont devenus moindres, on la voit notamment dans quelques films au milieu des années 1930, et dans plusieurs petits rôles au début des années 1950, dans lesquels elle n'est pas souvent créditée. En 1936, elle joue dans San Francisco, mettant en vedette Clark Gable, un film de W. S. Van Dyke, qui avait dirigé Mitchell dans The Hawk's Trail en 1916. En plus de son métier d'actrice, Mitchell a également travaillé comme scénariste.

### Mort
Après son retrait du cinéma, Mitchell a géré un grand immeuble à Los Angeles. En gérant un second immeuble en 1957, le La Brea District Apartments, un locataire mécontent nommé Sonnie Hartford, Jr., l’étrangla avec le cordon de sa robe de soie bleue,. Cependant, un extrait d'un article de Press-Telegram écrit notamment :

"Une enquête de police est en cours pour retrouver un homme chauve d'un certain âge, qui avait fréquenté récemment Mlle Mitchell. La police de Seattle a été invitée à interroger la seule personne proche de Miss Mitchell, une tante, Mme John Benson. La police a déclaré qu'il n'y avait aucun signe de lutte ou d'attaque criminelle. Son corps a été découvert par son domestique. L'actrice, connue surnommée Ginger par ses amis, avait joué dans des films muets avec des stars comme William S. Hart, Tom Mix, King Baggot et Bert Lytell .... Elle était apparue récemment dans des petits rôles en 1951".
Mitchell est enterrée au Hollywood Forever Cemetery à Los Angeles.

## Filmographie partielle
- 1912 : The Colonel's Ward de Thomas H. Ince

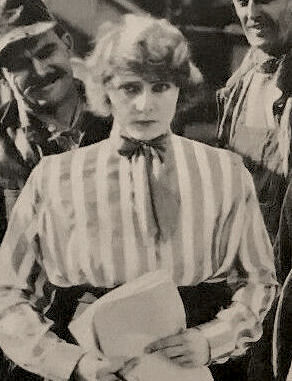
Rhea Mitchel dans The Goat (1918).

- 1912 : The Hidden Trail de Francis Ford
- 1912 : His Squaw de Charles Giblyn
- 1913 : A Frontier Wife de Francis Ford
- 1914 : In the Sage Brush Country de William S. Hart : Edith Wilding
- 1915 : On the Night Stage de Reginald Barker : Belle Shields
- 1915 : The Devil de Reginald Barker et Thomas H. Ince : Milli
- 1915 : Don Quixote de Edward Dillon : Lucinda
- 1915 : The Diamond from the Sky de Jacques Jaccard et William Desmond Taylor
- 1915 : The Scourge of the Desert de William S. Hart : Ellen Holt
- 1915 : Mr. 'Silent' Haskins de William S. Hart : Priscilla Miller
- 1918 : The Blindness of Divorce de Frank Lloyd : Florence Langdon
- 1918 : The Goat de Donald Crisp
- 1919 : Le Gardien de nuit (The Money Corral)
- 1920 : The Scoffer de Allan Dwan : Alice Porn
- 1921 : Good Women de Louis Gasnier
- 1936 : La Légion des damnés (The Texas Rangers) de King Vidor : une passagère